# Pływacz szary
Pływacz szary, wal szary (Eschrichtius robustus) – gatunek ssaka z rodziny płetwalowatych (Balaenopteridae).

## Taksonomia
Gatunek po raz pierwszy zgodnie z zasadami nazewnictwa binominalnego opisał w 1861 roku szwedzki zoolog Wilhelm Lilljeborg nadając mu nazwę Balænoptera robusta. Holotyp pochodził z wyspy Gräsö, w Upplandzie, w Szwecji („på Gräsön i Roslagen”; „Benen lägo 840 fot frän hafsstranden, ungefär 12 à 15 fot öfver hafvets yta”). Jedyny żyjący przedstawiciel rodzaju pływacz (Eschrichtius).
Niektóre ujęcia systematyczne umieszczają E. robustus w rodzinie Eschrichtiidae, ale dane molekularne dobitnie potwierdzają włączenie Eschrichtus do Balaenopteridae, w obrębie parafiletycznego rodzaju Balaenoptera. Autorzy Illustrated Checklist of the Mammals of the World uznają ten gatunek za monotypowy.

### Etymologia
- Eschrichtius: prof. Daniel Frederik Eschricht (1798–1863), duński fizjolog, przyrodnik[15][16].
- robustus: łac. robustus „potężny, silny, krzepki”, od robur, roboris  „twarde drewno”[17].

## Zasięg występowania
Pływacz szary występuje w północnej części Oceanu Spokojnego, od Oceanu Arktycznego i Morza Beringa do Kalifornii Dolnej, Zatoki Kalifornijskiej i części wybrzeża Meksyku na wschodzie oraz wybrzeży Rosji, Japonii, Korei i południowo-wschodniej Chińskiej Republiki Ludowej na zachodzie. Wytępiony w północnej części Oceanu Atlantyckiego, ale niedawno zauważony w południowej części Oceanu Atlantyckiego (Namibia) i Morzu Śródziemnym (Izrael, Hiszpania).

## Morfologia

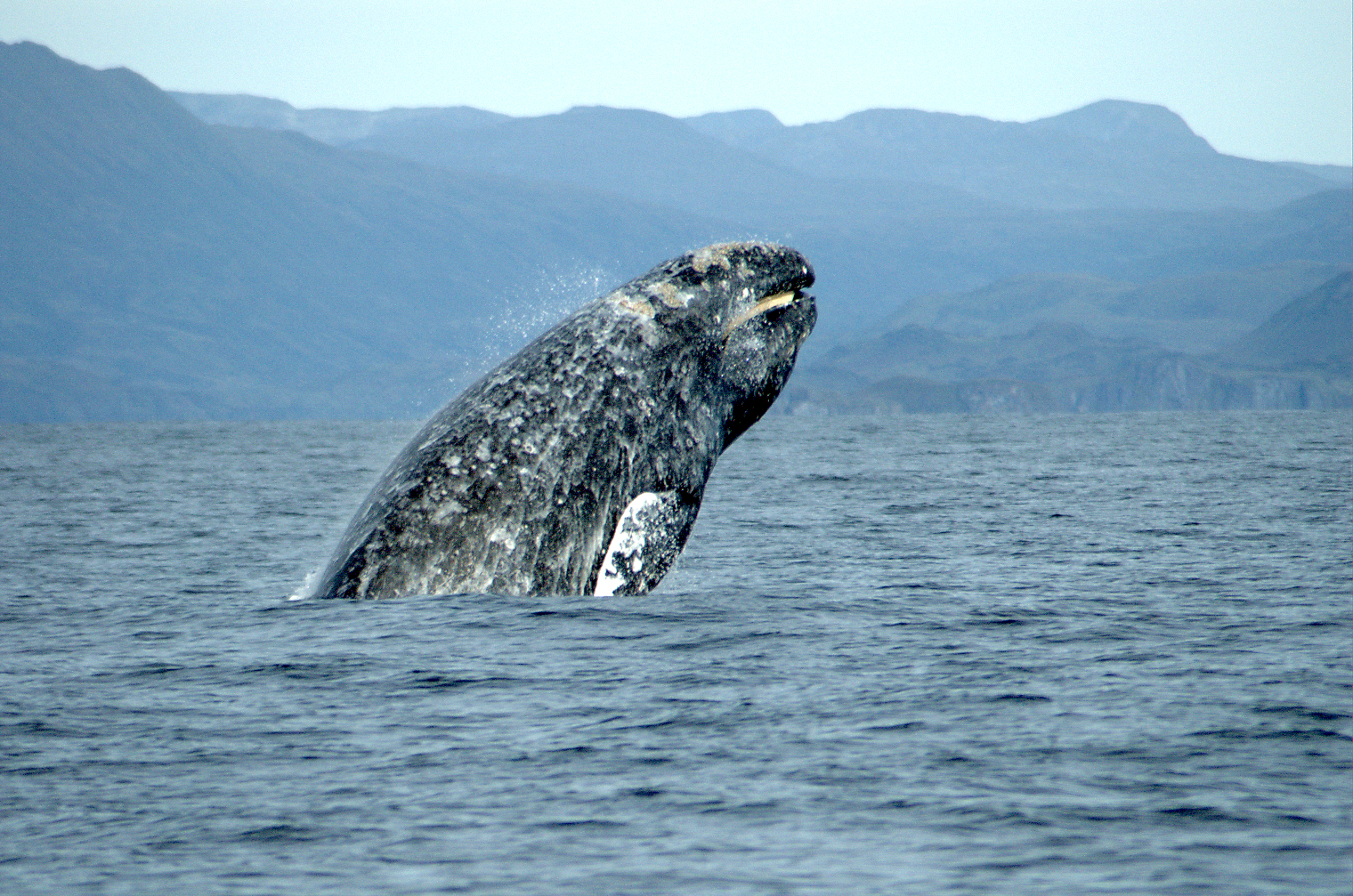
Dorosły pływacz podczas wynurzenia, widoczne pąkle

Długość ciała 1320–1420 cm; masa ciała 14000–35000 kg. Występuje dymorfizm płciowy – samice są nieco większe niż samce w każdym wieku. Noworodki osiągają długość ciała 450–500 cm przy ciężarze 800 kg lub więcej. Skóra jest szara, często silenie zaatakowana przez specyficzne dla pływacza pąkle (Cryptolepas rhachianecti) i trzy gatunki Cyamidae (Cyamus scammoni, C. ceti i C. kessleri). Zamiast płetwy grzbietowej pływacz ma serię zgrubień zaczynającą się od 1/3 długości ciała. Płetwa ogonowa jest wcięta i mierzy od czubka do czubka 3 m. Pływacz ma charakterystyczny, krótki i żółty fiszbin w ilości około 130–180 i długości 5–40 cm.

## Ekologia
Żywi się obunogami, wieloszczetami i mięczakami. przewracając się na boki i wykonując ruchy głową w mule dla wypłoszenia skorupiaków i niewielkich ryb. Wsysa wodę do pyska, a następnie wypycha ją zachowując pokarm na fiszbinach. Lato spędza żerując w Arktyce, następnie migruje na południe do zatok i lagun przybrzeżnych w celu rozrodu.
Od połowy jesieni aż do początków zimy przebywają odcinek  dziewięciu tysięcy sześciuset kilometrów, który jest najdłuższym odcinkiem migracji tych ssaków. Przebywają około 160 kilometrów dziennie, a w podróży zawsze płyną w odległości kilku mil od wybrzeży. Samice docierają do Kalifornii Dolnej pod koniec grudnia aby po dwunastu, trzynastu miesiącach, w ciepłych i słonych wodach Lagun Ojo de Liebre, San Ignacio i w Zatoce Magdaleny, urodzić potomstwo.
Po ciąży trwającej około roku, w zimie, rodzi się jedno młode. Walenie te żyją około 70 lat. Jest to waleń fiszbinowy; odżywia się przez przecedzanie wody przez duże płaty fiszbinu długości do 45 cm, zwisające z górnej szczęki. Waleń zagrożony wyginięciem. Jego liczebność została obniżona drastycznie przez polowania w przeszłości, tak że populacja z zachodniej części Oceanu Spokojnego bliska jest obecnie wymarcia.

## Status zagrożenia
W Czerwonej księdze gatunków zagrożonych Międzynarodowej Unii Ochrony Przyrody i Jej Zasobów został zaliczony do kategorii LC (ang. least concern „najmniejszej troski”).